# Proteste in Pakistan 2023
Die Proteste in Pakistan im Jahr 2023 begannen am 13. März 2023. Die Protestbewegung richtete sich zunächst gegen die mögliche Verhaftung des ehemaligen Premierministers Imran Khan, nachdem das Bezirks- und Sitzungsgericht von Islamabad einen Haftbefehl gegen ihn erlassen hatte. Besonders intensiv waren die Auseinandersetzungen im Zaman Park, der aufgrund der Proteste von allen Zugangswegen abgeschnitten war. Am 9. Mai 2023 kam es erneut zu gewaltsamen Protesten und Demonstrationen, nachdem Imran Khan in Islamabad verhaftet wurde. Als die Proteste ausbrachen, wurden in Pakistan soziale Netzwerke wie Youtube, Twitter und Facebook auf unbestimmte Zeit blockiert.

## Hintergrund
Nachdem Imran Khan im April 2022 nach einem Misstrauensvotum als Premierminister gestürzt wurde, kam es immer wieder zu Unruhen. Im November 2022 wurde ein Attentatsversuch auf Khan verübt. Auch befindet sich Pakistan derzeit in einer Wirtschaftskrise die Khan der pakistanischen Regierung anlastet. Bis zum Oktober 2023 sind Neuwahlen zu erwarten, bei dem die nun oppositionelle PTI die von Premierminister Nawaz Sharif herausfordert.
Im Mittelpunkt der Proteste stehen die juristischen Auseinandersetzungen im sogenannten Toshakhana-Referenzfalls, in dem die Wahlkommission Pakistans im November 2022 Anklage gegen Imran Khan erhoben hatte. Dabei handelt es sich um einen Verdacht der Korruption, indem Khan während seiner Zeit als Premierminister Geschenke von ausländischen Staatsgästen unterschlagen haben soll. Dieser blieb der Anhörung jedoch unentschuldigt fern. Folglich hatte das Bezirks- und Sitzungsgericht von Islamabad erneut einen Haftbefehl ausgestellt und die Polizei angewiesen, ihn bei der nächsten Anhörung vorzuführen. Dieses wurde jedoch durch Proteste im März 2023 vereitelt. Im Mai 2023 nahm Khan an einem Gerichtstermin in Islamabad teil, bei dem er beim Betreten des Gerichtsgebäudes verhaftet wurde. Daraufhin brachen die Proteste erneut aus, die sich zunächst wegen des Ramadans beruhigt hatten. Imran Khan selbst behauptet, dass die Verhaftung auf politische Motive zurückzuführen sei und im Zusammenhang mit der anstehenden Wahl in der zweiten Jahreshälfte 2023 stehe.

## Verlauf

### Ausschreitungen im März bei versuchter Festnahme

#### 14. März
Am Dienstag brachen in der Hauptstadt von Pakistan, Islamabad, Proteste aus, die auf den Aufruf des ehemaligen Premierministers und Vorsitzenden der PTI zurückgingen. Während sich Polizei und Parteiangestellte außerhalb seiner Residenz im Zaman Park in Lahore postierten, setzte die Polizei Gas und Wasserwerfer gegen Anhänger außerhalb des Parks ein und verhafteten auch einige Parteimitglieder. Berichte über Tränengasangriffe im Zaman Park wurden ebenfalls veröffentlicht.

#### 15. März
Das Anwaltsteam von Khan wandte sich am 15. März 2023 an das Oberste Gericht von Islamabad (IHC) und beantragte die Aussetzung der Haftbefehle, aber das Oberste Gericht wies den Anwalt des abgesetzten Premierministers ab, da die Anordnung seiner Verhaftung „im Einklang mit dem Gesetz“ sei. Gleichzeitig reichte Khans PTI ebenfalls eine Petition vor dem Obersten Gerichtshof von Lahore (LHC) ein, um die Haftbefehlsanordnungen auszusetzen. Der LHC ordnete jedoch am 15. März 2023 an, dass die Polizei ihre Operationen im Zaman Park in Lahore bis Donnerstagmorgen (16. März) einzustellen habe. Hintergrund war es, das Spiel der Playoff-Phase der Pakistan Super League, das in Lahore ausgetragen wurde, abzuwarten.

#### 16. März
Am 16. März 2023 lehnte das Bezirksgericht Islamabad Imrans Antrag auf Aussetzung der nicht kautionsfähigen Haftbefehle im Fall Toshakhana ab. Im Urteil des zusätzlichen Bezirks- und Sitzungsrichters Zafar Iqbal wurde angeordnet, dass die betroffenen Behörden den ehemaligen Premierminister verhaften und ihn am 18. März vor Gericht stellen sollten. Imran ist der Vorsitzende des Pakistan Tehreek-e-Insaf (PTI).
Am selben Tag ordnete der Oberste Gerichtshof von Lahore erneut an, dass die Polizei ihren Versuch, den ehemaligen Premierminister Imran Khan auf seinem Grundstück in Zaman Park festzuhalten, auf Freitag um 11 Uhr (17. März) verschieben sollte. Am Tag darauf wurde der Haftbefehl zunächst von einem Gericht in Islamabad aufgehoben.

#### Ab dem 19. März
Am Minar-e-Pakistan fand eine große Kundgebung statt. Obwohl Imran Khan mit dem Tode bedroht wurde, hielt er seine Reden hinter kugelsicherem Glas. Die Polizei blockierte alle wichtigen Straßen, die zum Minar-e-Pakistan führen. Imran Khan beschimpfte die PML-N-geführte Regierung, die angeblich 2.000 Mitarbeiter seiner Partei verhaftet und gefoltert hat. Imran Khan sagte auch: „Eines ist klar, wer auch immer an der Macht ist, er wird heute die Botschaft erhalten, dass die Leidenschaft des Volkes nicht über Hürden und Container gehen kann.“ Die Polizei ging auch hart gegen Parteimitarbeiter vor. Vor der Kundgebung kündigte er an, dass sie am 19. März um 14 Uhr stattfinden werde. Daraufhin wurden die Regionalwahlen in Punjab von der Regierung die im April geplant waren in den Oktober verschoben, was Khan als nicht verfassungsgemäß verurteilte. In der Folge fanden weitere größere Protestkundgebungen, unter anderem in Lahore, die jedoch friedlich blieben. Am 20. April erklärte der pakistanische Supreme Court die Wahlverschiebung als verfassungswidrig und setzte die Wahl für den 14. Mai an.

### Wiederaufflammen der Proteste nach dem Ramadan

#### 25. April
In Belutschistan gab es während des Zuckerfestes Proteste. Viele Gruppen und Familien von Vermissten, Studentenorganisationen und politische Parteien veranstalteten in ganz Belutschistan Proteste, um Maßnahmen gegen das Verschwindenlassen von Personen zu fordern. Bei den Demonstrationen mit unterschiedlichem Hintergrund wurde die sichere Wiedererlangung der Vermissten und ein Ende des gewaltsamen Verschwindenlassens gefordert – eine Taktik, die Menschenrechtsorganisationen dem pakistanischen Staat vorwerfen, um abweichende Meinungen zu unterdrücken. Weitere Proteste wurden in der Folge unter anderem auf Grund von angeblich fehlerhafter Zählungen beim Zensus in Karatschi organisiert.

### Festnahme Khans im Mai

#### Ab 9. Mai
Nachdem Imran Khan wegen Korruptionsvorwürfen vom National Accountability Bureau verhaftet worden war, kam es in ganz Pakistan zu Massenprotesten. In Islamabad blockierten die Demonstranten eine der wichtigsten Autobahnen in und aus der Hauptstadt. Die Menschen zündeten auch Feuer an und warfen Steine. Allerdings war dabei keine Polizei zu sehen. Auch in Quetta wurde eine Person getötet. In Peschawar setzten Demonstranten aus Protest gegen die Verhaftung von Khan auch das Gebäude von Radio Pakistan in Brand. Auch bei diesen Protesten kam es zu zahlreichen Kämpfen, bei denen unter anderem drei Menschen starben und 27 verletzt wurden. Ab dem 9. Mai war mobiles Internet in Teilen Pakistans nur eingeschränkt verfügbar. In Punjab wurden fast 1000 Menschen bei den Protesten verhaftet und 130 Polizisten verletzt. Informationsministerin Marriyum Aurangzeb behauptete, die Proteste seien keine öffentliche Reaktion auf Khans Verhaftung, sondern eine Aktion seiner Partei.
Am 12. Mai wurde Khan auf Bewährung entlassen, nachdem das höchste Gericht Pakistans die Festnahme als gesetzwidrig klassifizierte. Daraufhin kehrte er nach Lahore zurück. Am Tag darauf forderte der pakistanische Premier Shahbaz Sharif die Sicherheitskräfte auf die Beteiligten an den gewaltsamen Protesten zu verfolgen. Am 17. Mai umstellte die Polizei das Anwesen von Khan und forderte, angebliche Verantwortliche für Gewalttaten, die sich angeblich dort aufhalten würden, zu übergeben. Gestellte Ultimaten verstrichen jedoch ohne Reaktion. Nach Angaben Khans wurden 7.500 Mitarbeiter seiner Partei inklusive dessen Führungszirkels festgenommen.